# 100%…SOかもね!
「100%…SOかもね！」（ひゃくぱーせんと…ソーかもね!）は、シブがき隊の2枚目のシングル曲。1982年7月21日発売。

## 解説
第24回日本レコード大賞・最優秀新人賞、第13回日本歌謡大賞・放送音楽新人賞を受賞し、『第33回NHK紅白歌合戦』にも初出場を果たした。
ハウス食品『リトルボール』CMソング。

## 収録曲
全作曲：井上大輔
1. 100%…SOかもね!
  - 作詞：森雪之丞　編曲：井上大輔
2. いけません、離さない!
  - 作詞：湯川れい子　編曲：大谷和夫

## その他
キリンビバレッジ「KIRIN SUPLI」 - 2017年7月より「100%…SOかもね!」（替え歌）をCMで使用